# جنی العلباوی
جنی العلباوی (به عربی: جنی العلباوی) یک روستا در سوریه است که در ناحیه عقیربات واقع شده‌است. جنی العلباوی ۸۳۵ نفر جمعیت دارد.